# Gourguen (roi des Kartvels)
Pour les articles homonymes, voir Gourguen.
Gourguen (mort en 1008) est un roi des Kartvels de la dynastie des Bagratides de 994 à 1008.

## Biographie
Gourgen est le fils aîné du roi titulaire d'Ibérie, Bagrat II d'Ibérie. Il devient en 975 duc de Tao Inférieur et roi de facto d'Ibérie grâce à l'appui de son cousin David le Grand Curopalate qui met à
profit les sanglantes luttes de succession des rois d'Abkhazie qui étaient les suzerains de l'Ibérie depuis une soixantaine d'années. Gourgen succède à son père en 994 comme roi de jure d'Ibérie et il reçoit en 1000 le titre de magistros de l'Empire byzantin.

## Mariage et descendance
Gourgen Ier épouse Gourandoukt, la fille de Georges II d'Abkhazie, dont :
- Bagrat III de Géorgie.